# Xã Allen, Quận Beadle, South Dakota
Xã Allen (tiếng Anh: Allen Township) là một xã thuộc quận Beadle, tiểu bang Nam Dakota, Hoa Kỳ. Năm 2010, dân số của xã này là 83 người.